# David Fernández Borbalán
David Fernández Borbalán (Almería, 30 maggio 1973) è un ex arbitro di calcio spagnolo.

## Carriera
Ha fatto il suo debutto nel massimo campionato spagnolo il 12 settembre del 2004, dirigendo nell'occasione un match tra Levante e Real Santander. È internazionale dal 1º gennaio del 2010. Pochi giorni dopo, il 18 gennaio dello stesso anno, ottiene subito la sua prima designazione internazionale e l'esordio in una gara tra nazionali maggiori: dirige infatti un'amichevole tra Corea del Sud e Finlandia, terminata 2-0. Nei mesi successivi, fa alcune apparizioni in gare tra nazionali giovanili e preliminari di UEFA Europa League. Nel 2011 dirige due gare di qualificazione agli Europei del 2012, e successivamente, dopo aver diretto altri preliminari e un playoff di UEFA Champions League, fa il suo esordio nella fase a gironi di tale competizione, venendo designato dall'UEFA per una sfida della seconda giornata, tra i rumeni dell'Oțelul Galați e i portoghesi del Benfica. Nel marzo del 2012 è selezionato ufficialmente come arbitro di porta in vista di Euro 2012, nella squadra arbitrale diretta dal connazionale Carlos Velasco Carballo. In occasione della fase a gironi della UEFA Champions League 2014-15 viene designato dall'UEFA per dirigere la partita della prima giornata tra Roma e Cska Mosca.